# محمد باشا البوشاطي
محمد باشا البوشاطي هو سياسي عثماني شغل منصب والي في الدولة العثمانية.

## مناصبه
تولى المناصب التالية:
- سنجق بك إشقودرة